# Mario Pizziolo
Mario Pizziolo (né le 7 décembre 1909 à Castellammare Adriatico, dans les Abruzzes et mort le 30 avril 1990 à Florence) fut un footballeur italien des années 1920 et 1930.

## Biographie
En tant que milieu, Mario Pizziolo fut international italien à 12 reprises (1933-1936) pour un but inscrit.
Il participa à la Coupe du monde de football de 1934, où il joua contre les USA et contre l'Espagne, puis il ne joua plus de match. Il remporta le tournoi, mais comme il ne joua pas la finale, il ne fut pas reconnu comme champion du monde, jusqu'en 1988, soit deux ans avant sa mort. 
Il remporta aussi la Coupe internationale en 1933-1935.
Il joua dans deux clubs, l'UC Pistoiese et l'AC Fiorentina. Il ne remporta qu'une deuxième division italienne en 1931.

## Clubs
- 1924-1929 :  UC Pistoiese
- 1929-1936 :  AC Fiorentina

## Palmarès
- Coupe du monde de football
  - Vainqueur en 1934
- Coupe internationale
  - Vainqueur en 1933-1935
- Championnat d'Italie de football D2
  - Champion en 1931